# 大塚ひな
大塚 ひな（おおつか ひな、1987年9月14日 - ）は、日本の元AV女優。BKプロモーション所属。福岡県出身。

## 略歴・人物
2005年に『極光女子学園』（オーロラプロジェクト）でAVデビュー。小柄でキュートなルックスと明るい性格で大人気のキカタン（企画単体）女優。デビュー当時はロリ系の女優として活躍したが、一時ギャル系にイメチェンした。が、役柄に応じてロリ系も演じ、ロリギャルという分野で活躍した。
同じAV女優の宝生瑠璃とは親友で共演も多い。
2008年12月30日、自身のブログにて近く引退すると発表。
2009年4月22日のブログで、この年で28歳（1981年生まれ）になることを公表（かつてのプロフィールは1987年生としていた）。

## 出演作品

### アダルトビデオ
2005年
- 極光女子学園（11月10日、オーロラ・プロジェクト）※デビュー作
- ロリロリ!セックスメイド（11月10日、オーロラ・プロジェクト）共演:宝生瑠璃
- H2（11月24日、オーロラ・プロジェクト）
- 娼女A 淫行（12月17日、フリービジョン）オムニバス作品

2006年
- 御褒美ほしいの…（1月14日、オーロラ・プロジェクト）
- 悪いことしましょ!（1月29日、オーロラ・プロジェクト）
- 女優が素人娘に逆戻り企画 本気で怖くて超スケベなお化け屋敷（2月4日、SODクリエイト）
- Passionate（2月11日、オーロラ・プロジェクト）
- 性交指南（2月23日、オーロラ・プロジェクト）共演・監督:天衣みつ
- 全身キスマークの女（2月24日、アルファーインターナショナル）
- か弱い大塚ひなをあなたの自由にする（3月17日、メディアアーツ）※DVDプレイヤーズゲーム
- ゴシックDolls 陵辱溺愛監禁（4月13日、マルクス兄弟）
- 中○生ゴスロリ中出し（4月19日、ロータス）
- 痴ロリン子 萌えるスケベが止まらない!（4月25日、OPERA［オペラ］）
- 女子校生 中出し100連発（5月1日、アイエナジー）
- 中○生淫行中出し（5月17日、ロータス）
- 恥ずかしいコト。Rebirth ［悪戯］【通常版】（5月19日、アウダースジャパン）
- [オペラ版]イジメられっ子（5月25日、OPERA［オペラ］）
- 狙われた教室 調教レズレイプ～女が女を犯す時。～3 （6月16日、U&K）
- Age22歳（6月19日、クロス）
- 5.5周年記念作品 NO.1美女軍団 女子校生 中出し50連発（7月14日、アイエナジー）
- HIGH SCHOOL FUCK（8月1日、アイデアポケット）
- 合コン大乱交（8月13日、MOODYZ）
- 集団手コキ中毒（8月13日、MOODYZ）
- 世界一巨大な性感帯を持つ美少女（8月17日、SODクリエイト）
- 現代渋谷系女子高生VSオヤジ 3（8月18日、タイガーマイスターズ）オムニバス作品
- メガネっ娘 透け乳首 2（8月25日、笠倉出版社）
- 夢のメイド御殿 2（9月1日、MOODYZ）
- ふたりっ娘 私達とどうするの? [メルヘン]（9月7日、桃太郎映像出版）
- 二人っ娘 私達どうなるの? [ダーク] （9月7日、桃太郎映像出版）
- チン学率100% 名門フェラス学院（9月7日、ディープス）
- バーチャル妄想劇場 妹萌え日記（9月13日、マルクス兄弟）
- BUKKAKE&GOKKUN 01（9月19日、エムズビデオグループ）
- ふたなりレズビアンCLIMAX（9月19日、D1(ドグマ））
- 中○生鬼畜中出し11発4時間（9月20日、ロータス）
- リモコンバイブ野外授業 <修学旅行編>（9月22日、笠倉出版社）オムニバス作品
- オタク女子VSオタク男子（10月5日、甲斐正明事務所(ブリット））
- 女子校生 中出し100連発 完全永久保存版 AVオープン第6位入賞記念240分100連発（10月5日、アイエナジー）
- 超メイドさんAVなの（10月5日、ナチュラルハイ）
- 監禁凌辱少女（10月7日、プレミアム）
- バカAV女優をダマくらかして密室でこっそり自画撮りオナニーを撮らせちゃいました。（10月13日、メディアバンク）オムニバス作品
- みるスポ!大塚ひな（10月19日、みるきぃぷりん♪）
- 痴女ダブルまんこ【ボボ】九州弁（10月19日、ドグマ）
- ドッキリ逆ナンパ大作戦 スーパーマジックミラー号 2006夏in湘南 美女達に群がるナンパ男達（10月19日、SODクリエイト）
- 制服援交 ひな&はるな （10月19日、V&Rプロダクツ）
- 萌え萌えダンス（10月19日、BODY）
- 犯された母と少女（10月25日、ホットエンターテイメント）
- 絶頂～大塚ひな～（11月1日、V（ヴィ））
- 痴女ドリームマッチ（11月4日、V&Rプロダクツ）
- 痴女サミット 2 （11月4日、アキノリ）
- 超メイドさんの美人マネージャーさんをみんなでヤっちゃったビデオ（11月4日、ナチュラルハイ）
- 完全契約!24時間拘束 100回いかなきゃ帰さない（11月17日、タイガーマイスターズ）
- オナニー中毒少女（11月19日、ドグマ）
- ENERGY HIGH SCHOOL 萌える新学期!（11月19日、BODY）
- 3Girls=3SEX 2（11月19日、みるきぃぷりん♪）オムニバス作品
- ツンデレ女子大生生中出し 3 福岡ツンデレ女（11月24日、aini(ピエロ））
- SHORT CUT FETISH（11月30日、シャイ企画）
- 誘惑（12月7日、SODクリエイト）
- 6周年記念作品 NO.1美女軍団 銀行強盗事件 中出し50連発（12月7日、アイエナジー）
- レズサミット 2（12月7日、アキノリ）
- ラブレズ 〔大塚ひな×宝生瑠璃〕（12月19日、みるきぃぷりん♪）
- おじさんとやりたい隣りの淫乱娘（12月25日、ながえSTYLE）
- 猥褻教師 教え子の裸体（12月25日、ながえSTYLE）

2007年
- 夢のメイド御殿 至極のご奉仕乱交（1月1日、MOODYZ）
- マジックミラー号逆ナンパ編 超豪華お年玉スペシャル! 池袋痴女旋風編（1月5日、ディープス）
- KARMAファン感謝祭 ロリロリバスツアー2（1月13日、カルマ）
- 純愛レズビアン 3（1月19日、aini（ピエロ））
- 私の理想のSEX（1月20日、ホットエンターテイメント）
- 義父と嫁 義父と娘 秘め事（1月25日、ながえSTYLE）
- アナル・縄・解禁（2月1日、V（ヴィ））
- 黒人 中出し20連発（2月8日、アイエナジー）
- 女子校生暴行3時間 いまさら謝っても遅えんだよ!（2月9日、ビッグモーカル）
- MOODYZ 完全撮り下ろし8時間SPECIAL（2月13日、MOODYZ）
- 放課後レズビアン（2月16日、メディアアーツ）
- 楓アイル的集団痴女づくし!!（2月20日、ホットエンターテイメント）
- 猥褻教師 教え子の裸体（2月25日、ながえSTYLE）
- ●淫折檻 第二章（3月2日、グローリークエスト）
- Midnight High-school Girl in TOKYO 夜の女子校生（3月9日、ビッグモーカル）
- 未公開シーン全て見せます! 裏ロリバス（3月13日、カルマ）
- 中○生輪姦中出し りみ&ひな（3月14日、ロータス）
- 拘束椅子ギャルトランス（3月19日、ドグマ）
- おじさんとやりたい! 隣りの淫乱娘（3月25日、ながえSTYLE）
- 極薄流出!!中○生中出し2（4月20日、ピーターズ）
- 義父と嫁・義父と娘 秘め事（4月25日、ながえSTYLE）
- 美少女学園の皆さ～ん!勝負!女子校生VS女教師「イカせあいBATTLE」です。（5月17日、LADY×LADY）
- 痴女ホテル 3（5月15日、トップワン）
- ロリギャルアナル破壊（5月19日、みるきぃぷりん♪）
- あの女と犯りたい5（5月19日、ZONE）
- 黒人中出し21連発 [女子校生 大塚ひな]（6月13日、カルマ）
- ロリコン看護婦 少女セクハラ淫行看病 （6月19日、クロス）
- 縄・7人のM女（6月19日、ドグマ）
- 川崎軍二シリーズ 色欲兄、妹 けもの道（6月19日、グラフィティジャパン）
- 僕、専用。S カスタムメイド 007（6月29日、ゴーゴーズ）
- 女子校生監禁凌辱 鬼畜輪姦73（7月7日、アタッカーズ）
- 黒人乱交ファック2（7月13日、カルマ）
- ハーレムエステ 2（7月15日、ジェイモデル）
- 援恋（7月19日、みるきぃぷりん♪）
- ふたなりレズ凌辱（7月19日、ドグマ）
- ロリータ破壊（7月19日、アイエナジー）
- 猥褻性感レズエステ Vol.2 ～熟女エステシャンにイカされる女たち～（8月1日、AVS）
- 6.5周年記念作品 No.1美女軍団 黒人 銀行強盗事件 中出し50連発（8月4日、アイエナジー）
- ○学生いじめっ子グループ 2（8月16日 SODクリエイト）
- 解禁!初真正中出し4連射!（8月19日、みるきぃぷりん♪）
- 癒しのロリペット ゆうか ひな 完全版（8月24日、メディアステーション）
- キレイで大人のお姉さん限定! 過激でHなレズナンパ（9月1日、V（ヴィ））
- スパルタレズビアン女子少年院（9月19日、クロス）
- 冷たい性欲の少女たち（9月19日、ドグマ）
- 平成生まれ18歳美少女 LADY初デビュー!（9月20日、LADY×LADY）
- しりとり緊縛侍“しりとりに負けると緊縛レイプ”（10月1日、V（ヴィ））
- 紅音ほたるの絶頂ロリータ3P天国（10月19日 クロス）
- ジュニアアイドルめがね図鑑（11月13日、マルクス兄弟）
- AV女優グランプリ（12月25日、トップワン）

2008年
- 中○生3人に小便ザーメンぶっかけ飲尿アナル中出し2穴レズ輪姦（1月13日、MOODYZ）
- 中出しバトルロイヤル（2月1日、MOODYZ）
- 女監督ハルナの大阪素人レズナンパ 2（2月1日、V（ヴィ））
- 緊縛・秘姦 ひなとはなの物語（2月15日、大洋図書）
- 女囚刑罰アクメ file.3（3月1日、V（ヴィ））
- ぶるまにあ（4月7日、みるきぃぷりん♪）
- hot chocolate 17（5月23日、デジタルアーク）
- パイパンGAL大塚ひなのコスプレSEX・コスかの特別編（5月27日、ユープランニング）
- 濡れたJK 2（5月25日、しのだプロジェクト）
- 残虐パイパン浣腸アクメ 大塚ひなSPECIAL（7月1日、V（ヴィ））
- HINA BLACKギャル痴女 淫語SPARK（7月17日、ディープス）
- ギャルは中出し、時々、3P 4（7月18日、メディアバンク）
- 濡れ娘（7月25日、しのだプロジェクト）
- 夜逃げして犯られた母と娘（7月25日、ビッグモーカル）
- 極・拷問 vol.2（11月22日、V（ヴィ）） ※AVグランプリ2009 エントリー作品
- 競泳彼女 3（12月25日、しのだプロジェクト）

2009年
- 人のチンポコを笑うな（1月19日、ドグマ）
- ヒナアソビ（1月30日、デジタルアーク）
- hot chocolate 22（1月30日、デジタルアーク）
- The gal’s NIGHT 裏プチアゲPARTY（2月5日、GLORY QUEST）
- 無許可生中出し 号泣脱水アクメ（7月15日、SADIST）
- 禁断レズ調教-女の肉欲に目覚め溺れゆく女達-（12月18日、LADIES♀ROOM）

2010年
- ロリギャル☆パイパン☆母乳JK（2月1日、PSYCHEDELIC PUPPET）
- 競泳水着オナニー（6月1日、PSYCHEDELIC PUPPET）
- 競泳彼女（8月1日、PSYCHEDELIC PUPPET）
- 復活祭!!（9月10日、KUKI）
- 放課後レズビアン（9月24日、LADIES♀ROOM）
- ヤラず嫌い女王決定戦（12月9日、ATOM）

2011年
- Wギャルヘルパー HINAとRICAの介護性活（1月25日、Fantasista）
- 大塚ひな×素人ギャルの目の前で…?（2月2日、チーム川崎）
- MOODYZファン感謝祭 バコバコバスツアー2011 ギャルの超ハイテンション大乱交ジャングル!!（2月13日）
- 人間国宝!最高齢AV男優 松木梅吉全集『年老いてもなお盛ん!』（10月25日、サイドビー）
- ギャルだらけの逆チカン路線バス!8時間2枚組総集編全発射シーンもれなく収録SP!!（12月8日、GARCON）

2012年
- ペニバン レズビアン 2（5月25日、LADIES♀ROOM）
- 若い肉体に溺れてしまった… 猥褻教師 淫行大全集（6月25日、ながえSTYLE）

## テレビ出演
- 桃のふくらみ（MONDO TV）